# Khovanov-Homologie
In der Mathematik ist die Khovanov-Homologie eine Knoteninvariante, die das Jones-Polynom „kategorifiziert“: sie ist eine Homologietheorie, deren gradierte  Euler-Charakteristik das Jones-Polynom ergibt.

## Konstruktion
Die Khovanov-Homologie soll eine Invariante von orientierten Knoten und Verschlingungen sein. Man ordnet zunächst einem Diagramm einen gradierten Kettenkomplex zu (die „Khovanov-Klammer“) und definiert dann die Khovanov-Homologie als die gradierte Homologie dieses Komplexes.
Die Khovanov-Klammer {\displaystyle \left[L\right]} von Diagrammen {\displaystyle L} wird durch folgende Eigenschaften eindeutig festgelegt
- Die Khovanov-Klammer der leeren Menge ist der Komplex {\displaystyle 0\to \mathbb {Z} \to 0}.
- {\displaystyle \left[\bigcirc \sqcup L\right]=V\otimes \left[L\right]}.
- Wenn Diagramme dreier Verschlingungen {\displaystyle L_{-1},L_{0},L_{1}} sich nur in einem kleinen Ausschnitt wie im Bild unten unterscheiden, dann ist {\displaystyle \left[L_{0}\right]={\mathcal {F}}(0\to L_{1}\to L_{-1}\left\{1\right\}\to 0)}.

Dabei ist {\displaystyle V} ein gradierter Vektorraum mit Erzeugern {\displaystyle q} und {\displaystyle q^{-1}} in Graden {\displaystyle 1} und {\displaystyle -1}, {\displaystyle \left\{1\right\}} steht für Gradverschiebung um {\displaystyle 1}, und {\displaystyle {\mathcal {F}}} macht aus einem Doppelkomplex einen Komplex durch bilden direkter Summen entlang Diagonalen.
| L − 1 {\displaystyle L_{-1}} | L 0 {\displaystyle L_{0}} | L 1 {\displaystyle L_{1}} |
| {\displaystyle L_{-1}}       | {\displaystyle L_{0}}     | {\displaystyle L_{1}}     |

Die Khovanov-Homologie {\displaystyle L} ist dann definiert als Homologie von {\displaystyle \left[L\right]\left[-n_{-}\right]\left\{n_{+}-2n_{-}\right\}}, wobei {\displaystyle n_{\pm }} für die Anzahl der positiven und negativen Überkreuzungen des Diagramms steht, {\displaystyle \left[.\right]} für die Gradverschiebung im Kettenkomplex und {\displaystyle \left\{.\right\}} wieder für die Gradverschiebung im gradierten Vektorraum steht.
Khovanov-Homologie ist eine Invariante von Verschlingungen: unterschiedliche Diagramme einer Verschlingung geben dieselbe Khovanov-Homologie.

## Eigenschaften
Khovanov-Homologie ist ein kovarianter Funktor von der Kategorie der Verschlingungen und Linkkobordismen in die Kategorie der Vektorräume und Vektorraumhomomorphismen über dem Körper {\displaystyle F_{2}}.
Khovanov-Homologie einer Verschlingung {\displaystyle L} ist ein {\displaystyle F_{2}}-Vektorraum {\displaystyle Kh(L)} mit folgenden Eigenschaften:
- Isotope Verschlingungen haben isomorphe Khovanov-Homologie.
- Für die disjunkte Vereinigung von Verschlingungen gilt {\displaystyle Kh(L_{1}\sqcup L_{2})=Kh(L_{1})\otimes Kh(L_{2})}, insbesondere ist die  Khovanov-Homologie der leeren Menge isomorph zu {\displaystyle F_{2}}..
- Die Khovanov-Homologie des Unknotens ist {\displaystyle F_{2}\oplus F_{2}}.
- Wenn Diagramme dreier Verschlingungen {\displaystyle L_{-1},L_{0},L_{1}} sich nur in einem kleinen Ausschnitt wie im Bild unten unterscheiden, dann gibt es ein exaktes Dreieck {\displaystyle Kh(L_{-1})\to Kh(L_{0})\to Kh(L_{1})\to Kh(L_{-1})}.

| L − 1 {\displaystyle L_{-1}} | L 0 {\displaystyle L_{0}} | L 1 {\displaystyle L_{1}} |
| {\displaystyle L_{-1}}       | {\displaystyle L_{0}}     | {\displaystyle L_{1}}     |

Khovanov-Homologie hat eine Bigradierung
{\displaystyle Kh(L)=\bigoplus _{i,j\in \mathbb {Z} }Kh^{i,j}(L)},
so dass
- ein Linkkobordismus {\displaystyle \Sigma \colon L_{1}\to L_{2}} eine Abbildung {\displaystyle Kh(\Sigma )\colon K(L_{1})\to K(L_{2})} vom Bigrad {\displaystyle (0,\chi (\Sigma ))} induziert,
- der Erzeuger von {\displaystyle Kh(\emptyset )} den Bigrad {\displaystyle (0,0)} und die Erzeuger von {\displaystyle Kh(Unknoten)} den Bigrad {\displaystyle (1,0)} und {\displaystyle (0,1)} haben,
- das exakte Dreieck gibt im Fall einer negativen Überkreuzung eine lange exakte Sequenz

{\displaystyle \ldots \to Kh^{i,j+1}(L_{-1})\to Kh^{i,j}(L_{0})\to Kh^{i-\omega ,j-1-3\omega }(L_{1})\to Kh^{i+1,j+1}(L_{-1})\to \ldots }
wobei {\displaystyle \omega } die Anzahl der negativen Überkreuzungen von {\displaystyle L_{1}} minus die Anzahl der negativen Überkreuzungen von {\displaystyle L_{0}} ist, und im Fall einer positiven Überkreuzung eine lange exakte Sequenz
{\displaystyle \ldots \to Kh^{i-1,j-1}(L_{-1})\to Kh^{i-1-c,j-2-3c}(L_{1})\to Kh^{i,j}(L_{0})\to Kh^{i,j-1}(L_{1})\to \ldots }
wobei {\displaystyle c} die Anzahl der negativen Überkreuzungen von {\displaystyle L_{1}} minus die Anzahl der Überkreuzungen von {\displaystyle L_{0}} ist.
| Positive Überkreuzung | Negative Überkreuzung |
| Positive Überkreuzung | Negative Überkreuzung |

## Khovanov-Homologie als Kategorifizierung des Jones-Polynoms
Für eine orientierte Verschlingung ist die gradierte Euler-Charakteristik
{\displaystyle {\frac {1}{t^{\frac {1}{2}}+t^{-{\frac {1}{2}}}}}\sum _{i,j}(-1)^{i+j+1}t^{\frac {j}{2}}\dim(Kh^{i,j}(L))}
das Jones-Polynom von {\displaystyle L}.